# Nishizō Tsukahara
Nishizō Tsukahara (塚原 二四三, Tsukahara Nishizō), né le 3 avril 1887 dans la préfecture de Fukui, et mort le 10 janvier 1966 est un amiral de la Marine impériale japonaise pendant la Seconde Guerre mondiale. Spécialiste de l'aéronautique navale, il a commandé avec succès de septembre 1941 à septembre 1942, la 11e Flotte aérienne, dans la période où celle-ci a eu un rôle déterminant dans l'attaque japonaise de la Malaisie, des Philippines et des Indes Orientales Néerlandaises puis au début de la campagne de Guadalcanal.

## Carrière

### Avant la Guerre du Pacifique
Nishizō Tsukahara, diplômé en 1908 de l'Académie navale impériale du Japon dans la 36e promotion, classé 16e sur 191 élèves, embarque comme midship (Shōi Kōhosei) sur le croiseur cuirassé Soya (ex-russe Varyag), sur le croiseur cuirassé Iwate et le cuirassé de défense côtière Okinoshima (ex-russe Amiral général Apraxine). Comme enseigne de vaisseau (Shōi et Chūi) de 1910 à 1914, il suit les cours de l'École de torpillage et de l'École de canonnage, puis embarque sur le cuirassé pré-dreadnought Shikishima. Après avoir été affecté au Corps des Marins de Sasebo, il embarque sur le destroyer de 3e classe Yudachi et sur le croiseur cuirassé Aso (ex-russe Bayan). Comme lieutenant de vaisseau (Daii) de 1914 à 1920, il suit les premiers cours de l'École de Guerre navale et embarque sur le destroyer de 1re classe Umikaze, puis comme officier chef de la navigation sur l'aviso Mogami et sur le navire-atelier Kantō. Il rejoint ensuite le district naval de Yokosuka, puis sert comme officier chef de la navigation sur le Chitose, et le croiseur cuirassé reclassé croiseur de bataille Ibuki. Il achève alors sa scolarité à l'École de Guerre Navale (18e promotion). Comme capitaine de corvette (Shōsa) de 1920 à 1924, il rejoint Yokosuka, où il sert dans le groupe aérien, puis au District naval où il sert au Bureau des Affaires Navales du Ministère de la Marine, puis au Centre de formation en vol du Groupe aérien, enfin à l'état-major du Commandement de la Formation de la Marine, puis il rejoint l'État-Major Général de la Marine, où il est promu capitaine de frégate (Chūsa) fin 1924. En 1925, il voyage en Europe et aux États-Unis. En 1926, il est nommé commandant-en-second du porte-avions Hōshō, puis rejoint l'état-major du Bureau de la Formation puis du Bureau de l'Administration du Commandement de l'Aéronautique Navale. Promu capitaine de vaisseau (Daisa) fin 1929, il est nommé commandant du croiseur léger Ōi. En 1931-1932 il est attaché au plénipotentiaire japonais à la Conférence de Genève sur le désarmement, puis il est chef du Bureau de l'Administration de l'Arsenal de l'aéronautique navale. En 1933-1934, il est nommé commandant du porte-avions Akagi, et devient ensuite Chef du Bureau de la Formation du Commandement de l'Aéronautique Navale.
Promu contre-amiral le 15 novembre 1935, il prend en 1937 le commandement du 2e Groupe Aéronaval Combiné, puis en 1938, du 1er Groupe Aéronaval Combiné. Il rejoint en octobre 1939 l'État-Major Général de la Marine, est promu, le 15 novembre 1939, vice-amiral, et est nommé, en avril 1940, Commandant du District de garde de Chinkai, en Corée. Il est nommé le 10 septembre 1941, Commandant-en-Chef de la 11e Flotte Aérienne.

### À la tête de la11eFlotte Aérienne (septembre 1941-septembre 1942)
La 11e Flotte Aérienne de la Marine Impériale japonaise, créée en mars 1941, comprenait au moment de l'attaque de Pearl Harbor, trois flottilles aériennes, rassemblant principalement des bombardiers Mitsubishi G3M “Nell” et Mitsubishi G4M “Betty”. Pour son soutien, elle dispose d'une division de destroyers, de sept bâtiments auxiliaires pour le transport d'avions. Deux unités des Forces Spéciales de Débarquement de la Marine (SNLF) de Yokosuka lui sont rattachées.
La 11e Flotte Aérienne couvre les débarquements en Thaïlande et en Malaisie qui ont commencé quelques heures avant l'attaque de Pearl Harbor, et elle bombarde les bases qui abritent l'aviation et les navires américains aux Philippines, en particulier sur la base de Cavite, à proximité de Manille. Le 10 décembre, 88 appareils de la 22e flottille, partis de Tan-son-nhut, en Indochine française, à côté de Saigon, réussissent à couler le cuirassé moderne HMS Prince of Wales et le croiseur de bataille HMS Repulse. Les débarquements à Bornéo commencent à la mi-décembre, se poursuivent aux Philippines, fin décembre, dans les Célèbes à la mi-janvier. Le 5 février, la 11e Flotte Aérienne, opérant depuis des aérodromes occupés dans les Célèbes, attaque les forces navales du contre-amiral Doorman, dépendant du Commandement Américain-Britannique-Hollandais-Australien connu sous son acronyme en anglais ABDACOM, dans la bataille du détroit de Macassar. À la mi-février, la veille de la capitulation de Singapour, elle appuie l'attaque sur Palembang, à Sumatra, puis sur Java, à la fin-février.
Après le débarquement américain sur Guadalcanal (Opération Watchtower), début août, pour appuyer leur contre-offensive, les Japonais ont utilisé la 11e Flotte Aérienne basée dans les terrains d'aviation proches de Rabaul et sur les îles Salomons, pour appuyer les attaques des unités de l'Armée japonaise, contre le terrain d'aviation Henderson qui abritait, dès la fin août, une soixantaine d'appareils américains. La bataille aérienne, au-dessus de Guadalcanal, a été rude pour les aviateurs japonais, car la proximité des appareils américains de l'épicentre des combats était pour ceux-ci un avantage considérable.
Mais, le 1er octobre 1942, le vice-amiral Tsukahara doit céder, pour cause de maladie, le commandement de la 11e Flotte au vice-amiral Kusaka, et est nommé le 1er décembre 1942, Directeur du Commandement de l'Aéronautique Navale.
Le 1er mars 1944, il cumule avec cette fonction le titre de Vice-Chef Senior de l'État-Major Général de la Marine. Le 15 septembre 1944, il est nommé Commandant-en-Chef du District naval de Yokosuka et est nommé, le 1er mai 1945, Conseiller Naval du Ministre de la Marine, l'amiral Yonai. Il est promu amiral le 15 mai 1945, et est versé dans la réserve en octobre 1945.
Nishizō Tsukahara décède en 1966 et est enterré au grand cimetière de Tama (en) à Fuchū, Tokyo.